# Malis riksvapen
Malis riksvapen är cirkulärt och omgärdas av landets valspråk: "Ett folk, ett mål, en tro". Över en moské ser man en fågel med utbredda vingar och dessutom finns två pilbågar och en uppgående sol.